# Vierschansentoernooi 2015
Het Vierschansentoernooi 2015 was de 63e editie van het schansspringtoernooi dat traditioneel rond de jaarwisseling wordt georganiseerd. Het toernooi ging van start op 27 december 2014 met de kwalificatie in Oberstdorf en eindigde op 6 januari 2015 met de afsluitende wedstrijd in Bischofshofen. De schansspringer die over de vier wedstrijden de meeste punten verzamelde, is de winnaar van het Vierschansentoernooi. Alle wedstrijden telden ook mee voor de individuele wereldbeker.
Het toernooi werd gewonnen door de Oostenrijker Stefan Kraft die de openingswedstrijd in Oberstdorf won.

## Programma
| Datum      | Tijd  | Plaats                 | Schans                              | Schansrecord | Detail               |
| ---------- | ----- | ---------------------- | ----------------------------------- | ------------ | -------------------- |
| 27/12/2014 | 16:30 | Oberstdorf             | Schattenbergschanze (HS 137)        | 143,5 m      | Kwalificatie         |
| 28/12/2014 | 16:30 | Oberstdorf             | Schattenbergschanze (HS 137)        | 143,5 m      | Wedstrijd (Afgelast) |
| 29/12/2014 | 17:30 | Oberstdorf             | Schattenbergschanze (HS 137)        | 143,5 m      | Wedstrijd            |
| 31/12/2014 | 13:45 | Garmisch-Partenkirchen | Große Olympiaschanze (HS 140)       | 143,5 m      | Kwalificatie         |
| 01/01/2015 | 14:00 | Garmisch-Partenkirchen | Große Olympiaschanze (HS 140)       | 143,5 m      | Wedstrijd            |
| 03/01/2015 | 14:00 | Innsbruck              | Bergisel-Schanze (HS 130)           | 136 m        | Kwalificatie         |
| 04/01/2015 | 14:00 | Innsbruck              | Bergisel-Schanze (HS 130)           | 136 m        | Wedstrijd            |
| 05/01/2015 | 16:30 | Bischofshofen          | Paul-Ausserleitner-Schanze (HS 140) | 143 m        | Kwalificatie         |
| 06/01/2015 | 16:30 | Bischofshofen          | Paul-Ausserleitner-Schanze (HS 140) | 143 m        | Wedstrijd            |

## Resultaten

### Oberstdorf
| Uitslag | Uitslag         | Uitslag | Uitslag           | Uitslag | Uitslag |
| #       | Naam            | Land    | Sprongen          | Punten  |         |
| ------- | --------------- | ------- | ----------------- | ------- | ------- |
| 1       | Stefan Kraft    | AUT     | 136,5 m – 129,0 m | 291,9   |         |
| 2       | Michael Hayböck | AUT     | 137,5 m – 132,5 m | 285,0   |         |
| 3       | Peter Prevc     | SLO     | 139,5 m – 125,5 m | 283,9   |         |
| 4       | Kamil Stoch     | POL     | 129,0 m – 131,0 m | 274,9   |         |
| 5       | Andreas Kofler  | AUT     | 135,5 m – 126,0 m | 274,8   |         |
| 6       | Anders Fannemel | NOR     | 128,5 m – 131,0 m | 270,7   |         |
| 7       | Roman Koudelka  | CZE     | 131,0 m – 127,0 m | 265,3   |         |
| 8       | Noriaki Kasai   | JPN     | 137,5 m – 123,0 m | 264,3   |         |
| 9       | Daiki Ito       | JPN     | 128,0 m – 128,0 m | 262,5   |         |
| 9       | Jernej Damjan   | SLO     | 126,5 m – 130,5 m | 262,5   |         |

| Klassement | Klassement      | Klassement | Klassement |
| #          | Naam            | Land       | Punten     |
| ---------- | --------------- | ---------- | ---------- |
| 1          | Stefan Kraft    | AUT        | 291,9      |
| 2          | Michael Hayböck | AUT        | 285,0      |
| 3          | Peter Prevc     | SLO        | 283,9      |
| 4          | Kamil Stoch     | POL        | 274,9      |
| 5          | Andreas Kofler  | AUT        | 274,8      |
| 6          | Anders Fannemel | NOR        | 270,7      |
| 7          | Roman Koudelka  | CZE        | 265,3      |
| 8          | Noriaki Kasai   | JPN        | 264,3      |
| 9          | Daiki Ito       | JPN        | 262,5      |
| 9          | Jernej Damjan   | SLO        | 262,5      |

### Garmisch-Partenkirchen
| Uitslag | Uitslag               | Uitslag | Uitslag           | Uitslag | Uitslag |
| #       | Naam                  | Land    | Sprongen          | Punten  |         |
| ------- | --------------------- | ------- | ----------------- | ------- | ------- |
| 1       | Anders Jacobsen       | NOR     | 135,5 m – 136,5 m | 286,0   |         |
| 2       | Simon Ammann          | SUI     | 138,0 m – 133,0 m | 279,4   |         |
| 3       | Peter Prevc           | SLO     | 136,5 m – 136,0 m | 276,9   |         |
| 4       | Gregor Schlierenzauer | AUT     | 132,5 m – 139,5 m | 275,7   |         |
| 5       | Rune Velta            | NOR     | 134,0 m – 136,5 m | 272,7   |         |
| 6       | Stefan Kraft          | AUT     | 132,0 m – 135,0 m | 270,0   |         |
| 7       | Michael Hayböck       | AUT     | 134,0 m – 138,0 m | 269,8   |         |
| 8       | Noriaki Kasai         | JPN     | 133,5 m – 137,5 m | 269,7   |         |
| 9       | Richard Freitag       | GER     | 127,0 m – 134,5 m | 261,8   |         |
| 10      | Severin Freund        | GER     | 127,5 m – 135,5 m | 260,2   |         |

| Klassement | Klassement            | Klassement | Klassement |
| #          | Naam                  | Land       | Punten     |
| ---------- | --------------------- | ---------- | ---------- |
| 1          | Stefan Kraft          | AUT        | 561,9      |
| 2          | Peter Prevc           | SLO        | 560,8      |
| 3          | Michael Hayböck       | AUT        | 554,8      |
| 4          | Anders Jacobsen       | NOR        | 540,7      |
| 5          | Noriaki Kasai         | JPN        | 534,0      |
| 6          | Andreas Kofler        | AUT        | 524,2      |
| 7          | Gregor Schlierenzauer | AUT        | 523,2      |
| 8          | Roman Koudelka        | CZE        | 522,4      |
| 9          | Rune Velta            | NOR        | 520,8      |
| 10         | Kamil Stoch           | POL        | 518,7      |

### Innsbruck
| Uitslag | Uitslag               | Uitslag | Uitslag           | Uitslag | Uitslag |
| #       | Naam                  | Land    | Sprongen          | Punten  |         |
| ------- | --------------------- | ------- | ----------------- | ------- | ------- |
| 1       | Richard Freitag       | GER     | 133,5 m – 132,0 m | 278,5   |         |
| 2       | Stefan Kraft          | AUT     | 137,0 m – 127,0 m | 273,5   |         |
| 3       | Simon Ammann          | SUI     | 132,0 m – 130,5 m | 263,7   |         |
| 3       | Noriaki Kasai         | JPN     | 128,5 m – 132,0 m | 263,7   |         |
| 5       | Gregor Schlierenzauer | AUT     | 127,0 m – 129,5 m | 262,4   |         |
| 6       | Michael Hayböck       | AUT     | 125,0 m – 138,0 m | 257,5   |         |
| 7       | Kamil Stoch           | POL     | 127,0 m – 130,0 m | 252,8   |         |
| 8       | Severin Freund        | GER     | 131,0 m – 126,5 m | 249,4   |         |
| 9       | Anders Jacobsen       | NOR     | 133,5 m – 124,0 m | 248,8   |         |
| 10      | Roman Koudelka        | CZE     | 124,0 m – 125,5 m | 248,6   |         |

| Klassement | Klassement            | Klassement | Klassement |
| #          | Naam                  | Land       | Punten     |
| ---------- | --------------------- | ---------- | ---------- |
| 1          | Stefan Kraft          | AUT        | 835,4      |
| 2          | Michael Hayböck       | AUT        | 812,3      |
| 3          | Peter Prevc           | SLO        | 806,0      |
| 4          | Noriaki Kasai         | JPN        | 797,7      |
| 5          | Richard Freitag       | GER        | 791,7      |
| 6          | Anders Jacobsen       | NOR        | 789,5      |
| 7          | Gregor Schlierenzauer | AUT        | 785,6      |
| 8          | Kamil Stoch           | POL        | 771,5      |
| 9          | Roman Koudelka        | CZE        | 771,0      |
| 10         | Severin Freund        | GER        | 764,6      |

### Bischofshofen
| Uitslag | Uitslag               | Uitslag | Uitslag           | Uitslag | Uitslag |
| #       | Naam                  | Land    | Sprongen          | Punten  |         |
| ------- | --------------------- | ------- | ----------------- | ------- | ------- |
| 1       | Michael Hayböck       | AUT     | 137,5 m – 136,5 m | 288,4   |         |
| 2       | Noriaki Kasai         | JPN     | 132,5 m – 137,0 m | 277,1   |         |
| 3       | Stefan Kraft          | AUT     | 133,5 m – 132,0 m | 271,3   |         |
| 4       | Peter Prevc           | SLO     | 133,0 m – 134,5 m | 271,2   |         |
| 5       | Anders Jacobsen       | NOR     | 130,5 m – 136,0 m | 270,6   |         |
| 6       | Richard Freitag       | GER     | 129,5 m – 133,5 m | 265,1   |         |
| 7       | Gregor Schlierenzauer | AUT     | 132,0 m – 130,5 m | 264,6   |         |
| 8       | Severin Freund        | GER     | 131,0 m – 128,5 m | 257,9   |         |
| 9       | Anders Fannemel       | NOR     | 130,0 m – 127,0 m | 248,4   |         |
| 10      | Simon Ammann          | SUI     | 130,5 m – 136,0 m | 246,7   |         |

| Klassement | Klassement            | Klassement | Klassement |
| #          | Naam                  | Land       | Punten     |
| ---------- | --------------------- | ---------- | ---------- |
| 1          | Stefan Kraft          | AUT        | 1106,7     |
| 2          | Michael Hayböck       | AUT        | 1100,7     |
| 3          | Peter Prevc           | SLO        | 1077,2     |
| 4          | Noriaki Kasai         | JPN        | 1074,8     |
| 5          | Anders Jacobsen       | NOR        | 1060,1     |
| 6          | Richard Freitag       | GER        | 1056,8     |
| 7          | Gregor Schlierenzauer | AUT        | 1050,2     |
| 8          | Severin Freund        | GER        | 1022,5     |
| 9          | Roman Koudelka        | CZE        | 1013,4     |
| 10         | Kamil Stoch           | POL        | 1009,4     |